# Jokūbas Josadė
Jokūbas Josadė (russisch Яков Йосаде; Transliteration: Jakow Jossade; wiss. Transliteration Jakov Josade; geb. 1911 in Kalvarija; gest. 1995 in Vilnius (dt. Wilna)) war ein sowjetisch-litauischer Schriftsteller, Dramatiker und Literaturkritiker, der zunächst Jiddisch, nach dem Zweiten
Weltkrieg auf Litauisch schrieb. Er ist Verfasser von Kurzgeschichten, Theaterstücken und veröffentlichte Artikel über die litauische Literatur.

## Leben und Wirken
Josadė stammte aus bürgerlichen Verhältnissen, sein Vater war Besitzer einer kleinen Textilfabrik. Nach dem Besuch eines jiddischen Gymnasiums in Wilkomir studierte er an der Vytautas-Magnus-Universität in Kaunas und arbeitete später für verschiedene jiddische Zeitungen, darunter Der Emes (Die Wahrheit) im gleichnamigen Verlag, Schtraln, Der Schtern und Ejnikajt.
Er kämpfte während des Krieges in den Reihen der 16. Litauischen Schützendivision der Roten Armee, publizierte in Armeezeitungen und gelangte in dieser Zeit nach Innerasien. Später arbeitete er für die literarische Zeitschrift Pergalė (Sieg). Sein dreiaktiges Theaterstück Itzig Wittenberg über den ersten Kommandeur der jüdischen Widerstandsorganisation Fareinikte Partisaner Organisatzije (FPO) im Ghetto Wilna, das er 1947 zur Publikation vorbereitete, konnte nicht aufgeführt werden, da in jenen Jahren die jiddische Kultur in der Sowjetunion vernichtet wurde. In den 1980er Jahren überarbeitete er die Erstversion des Theaterstücks und veröffentlichte sie in der jiddischen Zeitschrift Sowjetisch Heimland.
Er war mit Hirsch Oscherowitsch befreundet, mit dem er aus Kaunas floh, als der Krieg ausbrach, und den er später in dessen neuer Heimat Israel besuchte.
Im Schwarzbuch über den Holocaust und die Verbrechen der Wehrmacht in der Sowjetunion fand Aufnahme seine Skizze Die Kämpfer des Ghettos von Kaunas, die er nach Erzählungen von überlebenden Partisanen niederschrieb. Nach Kaunas war er nach der Befreiung der Stadt gekommen.
Nach seiner Rückkehr von der Front lebte er in Vilnius.
Sein Buch Die zugeschlagenen Türen in Form von Briefen an seine Tochter (in Israel) und eines Theaterstücks handelt von den äußerst komplizierten und tragischen jüdisch-litauischen Beziehungen vor, während und nach dem Krieg.
Er ist auf dem Friedhof auf dem Antakalnis-Berg begraben.

## Zitat
„Es ist ein Fantasieunternehmen, die ganze jüdische Kultur hier (d. h. in Vilnius) wieder aufzubauen. Wir können nur die Steine auf den Gräbern des Judentums hier wieder aufbauen. Wir können nur unser Bestes tun, um jüdisch zu sein, aber wir können hier keinen Neuaufbau betreiben. Es ist unmöglich.“

## Publikationen (Auswahl)
- Užupio drama: pjesės Vilnius, Vaga, 1981 (ausgewählte Stücke:)

 Užupio drama
Nepalik manęs, Liuda
Penkiese prie vaišių stalo
Širdis dėžutėje 
Tardytojas.